# Consolers of the Lonely
Albums de The Raconteurs
Broken Boy Soldiers
(2006)
Consolers of the Lonely est le deuxième album du groupe de Rock The Raconteurs paru en 2008. Le titre provient d'une inscription dans un bureau de poste de Washington, écrite par Charles William Eliott : “Messenger of sympathy and love, servant of parted friends, consoler of the lonely, bond of the scattered family, enlarge of the common life”.
L'album n'était pas finalisé trois semaines avant sa sortie, et n'a été annoncé qu'une semaine avant, selon le groupe afin de mettre sur un pied d'égalité les journalistes et les fans.
Il est disponible en CD, vinyle et MP3.
"Salute Your Solution" est le premier single de cet album.

## Liste des titres
1. Consoler of the Lonely – 3:26
2. Salute Your Solution – 2:59
3. You Don't Understand Me – 4:53
4. Old Enough – 3:57
5. The Switch and the Spur – 4:25
6. Hold Up – 3:26
7. Top Yourself – 4:25
8. Many Shades of Black – 4:24
9. Five on the Five – 3:33
10. Attention – 3:40
11. Pull this Blanket Off – 1:59
12. Rich Kid Blues – 4:34
13. These Stones Will Shout – 3:54
14. Carolina Drama – 5:55